# Apomys zambalensis
Apomys zambalensis és una espècie de mamífer rosegador de la família dels múrids. És endèmic de l'illa de Luzon (Filipines).

## Descripció
És un rosegador de petites dimensions, amb la llargada total entre 256 i 311 mm, la llargada de la cua entre 123 i 158 mm, la llargada del peu entre 35 i 40 mm, la llargada de les orelles entre 20 i 23 mm i un pes de fins a 112 g.

## Biologia

### Comportament
És una espècie terrestre i nocturna.

### Alimentació
Es nodreix de cucs, altres invertebrats i llavors.

## Distribució i hàbitat
Aquesta espècie és endèmica de l'illa del mont Tapulao i el mont Natib, a la part nord-occidental de l'illa de Luzon (Filipines).
Viu als boscos montans i secundaris a entre 860 i 1.690 metres d'altitud.

## Estat de conservació
Com que fou descoberta fa poc, l'estat de conservació d'aquesta espècie encara no ha estat avaluat formalment.